# Claes Borgström
Claes Gustaf Borgström (født 21. juli 1944 i Stockholm, død 15. maj 2020) var en svensk advokat der var indblandet i en række højt profilerede sager om Thomas Quick og Julian Assange. Fra 2000 til 2007 var han Sveriges jämställdhetsombudsman (ligestillingsombudsmand).
Han kommenterede også Palmemordet og skrevet en bog om det.